# Padež (Kruševac)
Pour les articles homonymes, voir Padež.
Padež (en serbe cyrillique : Падеж) est un village de Serbie situé sur le territoire de la Ville de Kruševac, district de Rasina. Au recensement de 2011, il comptait 752 habitants.

## Démographie
| 1948 | 1953 | 1961  | 1971  | 1981 | 1991 | 2002 | 2011 |
| ---- | ---- | ----- | ----- | ---- | ---- | ---- | ---- |
| 935  | 993  | 1 021 | 1 036 | 990  | 971  | 877  | 752  |

|  |